# Wirtschaftsblatt (Standortmagazin)
Das Wirtschaftsblatt verstand sich als ein deutsches Wirtschaftsmagazin und wurde 1993 gegründet. Im März 2015 stellte es seine Geschäftstätigkeit ein. Es erschien als „Standortmagazin des deutschen Mittelstands“ bundesweit in 26 ausgewiesenen Regionalversionen.
Das Wirtschaftsblatt erschien zweimonatlich und wurde in einer Auflage von nach eigenen Angaben 74.812 Exemplaren in der Druckversion kostenfrei an Geschäftsführer, Vorstände und Inhaber mittelständischer Unternehmen sowie an die zweite Managementebene der Konzerne, an Oberbürgermeister, Bürgermeister, Wirtschaftsförderer, die Arbeitsebenen der Ministerien und an Verbände und Organisationen versendet. Damit liegt die Auflage pro Regionalausgabe rechnerisch im Schnitt deutlich unter 3000 Exemplaren, wobei beispielsweise in Südwestdeutschland und im Rheinland gut 15.000 Exemplare, im Osten aber weniger als 3.000 verbreitet wurden. Das Wirtschaftsblatt finanzierte sich durch Anzeigen und verkaufte Seiten in redaktioneller Anmutung, sogenannte Firmenreports. Grundsätzlich wurden bezahlte Seiten mit dem Hinweis „Anzeige“ gekennzeichnet. Das Wirtschaftsblatt hatte seinen Redaktionssitz in Kaarst und war in der Region Düsseldorf, Kreis Mettmann und Wuppertal-Remscheid-Solingen besonders stark vertreten.
Das Wirtschaftsblatt unterschied sich vor allem durch folgende Alleinstellungsmerkmale am einschlägigen Printmarkt: 1. Aufteilung in 26 Regionalausgaben, 2. die hauseigene Datenbank der sog. Entscheider in den deutschen Führungsebenen, 3. das sog. Content Marketing als Zwischengattung zwischen der klassischen Anzeigenwerbung und unabhängiger Redaktion.

## Entwicklung
Das Wirtschaftsblatt wurde 1993 als Hildener Wirtschaftsblatt gegründet. Bis 1999 gelang die Ausdehnung seines Erscheinungsgebietes auf den ganzen Kreis Mettmann. 2004 erfolgte die Expansion auf die Nachbarregionen mit der Gründung eines Bergischen und eines Düsseldorfer Wirtschaftsblattes sowie 2006 eines Wirtschaftsblattes für den Niederrhein. Bis 2008 wurden weitere Regionalausgaben für die Metropole Ruhr, das Münsterland, Westfalen und Köln-Bonn-Aachen gegründet, so dass das gesamte Bundesland Nordrhein-Westfalen erreicht wurde. Im Jahr 2009 konnte mit der Veröffentlichung von insgesamt 13 Regionalmagazinen das gesamte Bundesgebiet abgedeckt werden. Ab April 2013 führte der Verlag unter dem Begriff „Deutschland24“ eine erweiterte Buchungsstruktur ein, die in definierten Heftsegmenten die gezielte Belegung in 24 Wirtschaftsräumen ermöglicht.

## Verlag
Michael Oelmann verlegte das Wirtschaftsblatt von 1993 bis 2003 in Einzelkaufmannschaft. 2003 wurde die Wirtschaftsblatt Verlagsgesellschaft mbH gegründet. Im Rahmen einer Insolvenz und einer folgenden übertragenen Sanierung wurden die Geschäfte des Wirtschaftsblatt im April 2013 in die neue Firma WNM Wirtschaftsblatt Neue Medien GmbH überführt. Die Rettung wurde durch einen Einstieg der ebenfalls in Kaarst ansässigen Substanzwerk GmbH möglich. Geschäftsführer der Gesellschaft war vorübergehend Jochen Oelmann. Neuer Geschäftsführer wurde Hubert-Peter Dusend. Herausgeber war weiterhin Michael Oelmann. Sitz der Wirtschaftsblatt Neue Medien GmbH war Kaarst. Nachdem die Substanzwerk GmbH Investitionsversprechen nicht einhielt schied Michael Oelmann Anfang 2015 dann auch als Herausgeber aus dem Verlag aus und gründete das Mittelstandsmedium Die Deutsche Wirtschaft. Im weiteren Verlauf wurde die WNM Wirtschaftsblatt GmbH  zahlungsunfähig und am 22. September 2015 das Insolvenzverfahren eingeleitet. Auch die Substanzwerk GmbH hat Insolvenzantrag gestellt; das Verfahren beim Amtsgericht Düsseldorf wurde am 29. April 2016 eröffnet.

## Rankings
Bis 2011 veröffentlichte das Wirtschaftsblatt ein jährliches Ranking der Top-300-Unternehmen in NRW. Grundlage dafür waren die durch die Unternehmen veröffentlichten Umsatzzahlen sowie eine redaktionelle Eigenrecherche.
2011 folgte ein Ranking der Top 100 Projektentwickler sowie die CQ-Rangliste, ein Fachkräfte-Ranking auf Basis der Engpassanalyse der Bundesagentur für Arbeit. Der Chancenquotient (CQ) zeigt auf, in welchen Regionen das Fachkräfteangebot noch überdurchschnittlich ist und in welchen Regionen kaum noch Fachkräfte verfügbar sind. Der CQ ermöglicht einen detaillierten Blick auf die Segmente Metall, Kaufleute und MINT-Berufe.
Ab 2012 veröffentlichte das Wirtschaftsblatt seinen Familienunternehmerreport mit einem Ranking der 500 größten Familienunternehmen Deutschlands. Aufgenommen wurden nur nicht-börsennotierte Unternehmen.
2013 erschien zur Hannover Messe zusätzlich eine redaktionell recherchierte Liste der 500 wichtigsten Industrieunternehmen Deutschlands.

## Sonderpublikationen
Jährlich im Oktober veröffentlichte das Wirtschaftsblatt eine Sonderausgabe zur Gewerbeimmobilienmesse Expo Real mit zusätzlichen 7000 Exemplaren, die vollständig in allen Hallendurchgängen der Messe ausgelegt wurden. Zusätzlich lagen Teile der Regionalauflagen an 40 Messeständen von kommunalen Partnern oder Unternehmen aus.
2013 führte das Wirtschaftsblatt auf der Expo Real zum dritten Mal sein Interviewformat IdeenLounge als Medienpartner der Messe durch. An drei Messetagen wurden Interviews mit Unternehmern, Bürgermeistern und Wirtschaftsförderern geführt, die per Livestream ausgestrahlt wurden.
Zweimal pro Jahr erschien im Rheinland die Sonderpublikation Medizin & Gesundheit, die mit etwa 20.000 Exemplaren in Krankenkassenfilialen, Rathäusern, Golfclubs, Restaurants, Kliniken, Apotheken und Arztpraxen in der Region ausgelegt wurde.
Im Sommersemester 2013 erschien erstmals der Wirtschaftsblatt KarriereNavigator, der mit einer Auflage von 60.000 Exemplaren verbreitet wurde, davon 47.500 Hefte an den deutschen Hochschulen und 2.000 im Postversand.

## Unternehmer des Jahres
Einmal pro Jahr führte das Wirtschaftsblatt im Kreis Mettmann und am Niederrhein die Verleihung des Preises Unternehmer des Jahres durch. Grundlage waren Vorschläge aus der regionalen Wirtschaft. Die Kandidaten mit den meisten Stimmen wurden im zweiten Schritt der regionalen Wirtschaft zur Abstimmung vorgelegt. Im Rahmen eines feierlichen Festaktes – meist in Zusammenarbeit mit den Städten der Region – wurde am Ende der Preis Unternehmer des Jahres verliehen.

### Preisträger
- 2004 Wolfgang Robrahn
- 2005: Ralf Burmeister und Ulf Zimmermann, Helbako[8]
- 2006: Julia Niederdrenk, JuNie[9]
- 2007: Hasso von Blücher, Inhaber Blücher GmbH[10]
- 2008: Rolf Krebs, Geschäftsführender Gesellschafter, Hilden Komponenten GmbH[11]
- 2009: Kristian Glagau, Geschäftsführender Gesellschafter, Orthomol GmbH[12]
- 2010: Ralf Eigenbrodt, Inhaber, Martin Jansen GmbH & Co. KG[13]
- 2011: nicht vergeben
- 2012: Karl Kristian Woelm, Geschäftsführender Gesellschafter der Woelm GmbH
- 2013: Roland M. Schüren, Inhaber Ihr Bäcker Schüren, Hilden[14]
- 2014: Hanns-Joachim Köllner, Wenko Wenselaar GmbH & Co. KG
- 2015: nicht vergeben
- 2016: Lutz Lessmann, Geschäftsführer der LUCOM GmbH
- 2017: nicht vergeben

Die Veranstaltung wird im Zwei-Jahres-Rhythmus weitergeführt durch die Wirtschaftsförderung des Kreises Mettmann und dem Unternehmerkreis Mettmann (UKME).
Gewinner des Start-Up Preises
- 2016: Pixlip GmbH Langenfeld

## Wettbewerber
Das Wirtschaftsblatt hatte keine direkten Wettbewerber in Deutschland. Andere Magazine erscheinen entweder lokal, regional oder nur mit einer bundesweiten Ausgabe. Ein Alleinstellungsmerkmal ist die Verbreitung im kostenfreien Postversand.

## Die Hohmann-Affäre
Während der sogenannten Hohmann-Affäre um den ehemaligen CDU-Abgeordneten Martin Hohmann geriet das Wirtschaftsblatt in schwieriges Fahrwasser. Der frühere ZDF-Journalist Fritz Schenk, CDU-Mitglied, rief die „Initiative Kritische Solidarität mit Martin Hohmann“ ins Leben. Auch der Wirtschaftsblatt-Verleger Michael Oelmann galt seinerzeit als Motor der CDU-internen Unterstützung für Hohmann.
Über 6200 Unterstützer hatten sich in dem Appell an die CDU-Chefin Angela Merkel und den CSU-Vorsitzenden Edmund Stoiber und gegen den Ausschluss von Martin Hohmann gewandt. Sie forderten stattdessen eine „offene, faire Debatte“. Der „verdiente Bundestagsabgeordnete Martin Hohmann“ wird darin als Opfer einer Medienkampagne hingestellt. Hohmanns Rede am Tag der deutschen Einheit sei zwar „durchaus strittig und in Teilen in der Tat fragwürdig, keineswegs aber antisemitisch gewesen“. Und einen Partei- und Fraktionsausschluss rechtfertige sie „in keiner Weise“.
Michael Oelmann zog sich in der Folge für einige Jahre aus der Geschäftsführung des Verlags zurück, um Schaden vom Wirtschaftsblatt abzuwenden. Sein Bruder führte den Verlag während dieser Zeit. Im April 2008 kehrte Michael Oelmann dann bis Anfang 2015 als Geschäftsführer zurück. Später war Michael Oelmann nur noch Herausgeber des Wirtschaftsblatts.

## Die Berliner Redaktion
Zwei Berliner Mitarbeiter des Wirtschaftsblatts haben sich nach Erscheinen der ersten Regionalausgabe für Berlin und Brandenburg mit dem Wirtschaftsblatt-Verlag überworfen. Bis November 2013 gaben diese dann das inzwischen eingestellte Wirtschaftswunder Berlin-Brandenburg heraus. Das Wirtschaftsblatt hatte seine Berliner Regionalausgabe nach der ersten Nummer eingestellt, publizierte bis zur Einstellung aber eine Ausgabe für Ostdeutschland in einem sog. Ballungsraum Nordost, der von Schleswig-Holstein, Niedersachsen über Hamburg, Hannover und Berlin bis nach Sachsen und Thüringen reicht.